# Schignano (Vaiano)
Schignano è una frazione del comune di Vaiano in provincia di Prato.
Si tratta di una località storica dell'Appennino pratese a circa 450 m sul livello del mare.

## Storia
Come altri toponimi della zona, Schignano ha origine latina e prende il nome da un antico legionario e colono, Estinius, al quale quella particella di terreno fu assegnato quale ricompensa della honesta missio svolta nelle legioni di Roma. In seguito alla centuriazione romana del territorio da Firenze verso ovest, lungo la via Clodia verso Luni, su questo possesso di Estinius o Estiniano, quale terra di famiglia, sorsero minuscoli gruppi di case non fortificate, alcune "ville" e praedia rustica.
Schignano si costituì successivamente come agglomerato maggiore nel dodicesimo e tredicesimo secolo quando la badia di Vaiano e il capitolo del duomo di Prato entrarono in possesso dei numerosi campi coltivati e dei boschi di queste zone, acquisendo, in enfiteusi, tutti gli agricoltori legati ai terreni. Le tracce scritte di tali lasciti, permute e transazioni hanno rivelato toponimi quali Ristaccio, Villamagna, Case doniche o domeniche, Poggio, Valupaia, Cepparella, Cesta, Pian del Mulinaccio e Vado, costitutivi dell'attuale frazione.
Gli agglomerati delle case erano disposti principalmente lungo un'unica direttrice: dalla Collina alle Casedoniche e al Vado comprendendo gli insediamenti centrali del Palagio, di Villamagna, della Chiesa, di Ristaccio e della Fattoria. Traccia di tali riferimenti è ben documentata fin dai rilievi del 1584 relativi ai terreni del popolo di Schignano della podesteria di Prato, illustrati sul Plantario dei capitani di parte guelfa che riporta, per fini amministrativi, le circoscrizioni del territorio fiorentino.

## Monumenti e luoghi d'interesse
Degna di nota la chiesa di chiesa di San Martino, citata già nel 1189 in un documento riferito alla Badia di Vaiano, e la Villa Vai al Mulinaccio, per le sagre paesane estive.
Nel primo decennio del Novecento e fino alla fine della guerra, il fotografo Domenico Coppi, che qui possedeva una casa e vi trascorreva del tempo, scattò molte immagini della zona, del paese e dei suoi abitanti. Le immagini sono conservate presso l'Archivio Fotografico Toscano di Prato.